# 柳林乡 (信阳市)
柳林乡，是中华人民共和国河南省信阳市浉河区下辖的一个乡镇级行政单位。

## 行政区划
柳林乡下辖以下地区：
柳林街社区、马庄村、甘冲村、柳林村、车站村、堰冲村、塘埂村、杨堰村、卢冲村、李店村、龙嘴村、红檀村和讲台村。

## 交通
- 京广铁路：柳林站